# Mutua Madrid Open 2018
Mutua Madrid Open 2018 — 29-й розыгрыш ежегодного профессионального теннисного турнира среди мужчин и женщин, проводящегося в испанском городе Мадрид (17-й раз) и являющегося частью тура ATP в рамках серии Мастерс 1000 и тура WTA в рамках серии Premier Mandatory.
В 2018 году турнир прошёл с 5 по 13 мая. Соревнование продолжало околоевропейскую серию грунтовых турниров, подготовительную к майскому Открытому чемпионату Франции.
Прошлогодние победители:
- в мужском одиночном разряде —  Рафаэль Надаль
- в женском одиночном разряде —  Симона Халеп
- в мужском парном разряде —  Лукаш Кубот и  Марсело Мело
- в женском парном разряде —  Мартина Хингис и  Чжань Юнжань

## Общая информация
Мужской одиночный турнир собрал восемь представителей топ-10 мирового рейтинга: из первой десятки отсутствовали только Роджер Федерер и Марин Чилич. Первым номером посева стал лидер классификации и пятикратный победитель турнира и его действующий чемпион Рафаэль Надаль. На этот раз испанец победить не смог, дойдя до четвертьфинала, в котором он проиграл пятому номера посева Доминику Тиму. Вторым номером посева стал Александр Зверев (№ 3 в мире на тот момент). Немецкому теннисисту удалось выйти в финал и обыграть в нём Доминика Тима. Зверев выиграл третий титул за карьеру на турнирах серии Мастерс. В основных соревнованиях приняли участие три представителя России и только Евгений Донской смог пройти в стадию второго раунда.
В мужском парном разряде первым номера посева стали прошлогодние чемпионы Лукаш Кубот и Марсело Мело. Их пара не смогла защитить титул, остановившись в четвертьфинале. В итоге титул достался паре Никола Мектич и Александр Пейя, которые в финале на отказе обыграли вторых номеров посева Боба и Майка Брайанов.
Женский одиночный турнир собрал всех теннисисток из топ-10 в мирового рейтинга. Возглавила посев лидер мировой классификации и чемпионка двух последних розыгрышей турнира Симона Халеп. На этот раз румынская теннисистка смогла дойти только до четвертьфинала, в котором проиграла шестому номера посева Каролине Плишковой. В полуфинале её обыграла соотечественница и № 10 посева Петра Квитова. Затем чешская теннисистка в финале обыграла Кики Бертенс из Нидерландов и в третий раз выиграла местные турнир, став рекордсменкой по числу титулов у женщин (до этого она выигрывала в 2011 и 2015 годах). В основном турнире приняли участие сразу семь представительниц России. Лучше всего смогли выступить Дарья Касаткина и Мария Шарапова, которая доиграли до четвертьфинала.
В женском парном разряде первые номера посева Елена Веснина и Екатерина Макарова смогли выиграть главный приз соревнований. В финале они обыграли третьих номеров посева Тимее Бабош и Кристину Младенович. Прошлогодние чемпионки Мартина Хингис и Латиша Чан не защищали свой титул, так как швейцарская теннисистка завершила карьеру в прошлом году. Латиша сыграла на турнире в паре с Бетани Маттек-Сандс в качестве пятых номеров посева и доиграли до 1/4 финала.

## Соревнования

### Мужчины. Одиночный турнир
Александр Зверев обыграл  Доминика Тима со счётом 6-4, 6-4.
- Зверев выиграл 2-й одиночный титул в сезоне и 8-й за карьеру в основном туре ассоциации.
- Тим сыграл 2-й одиночный финал в сезоне и 15-й за карьеру в основном туре ассоциации.

### Женщины. Одиночный турнир
Петра Квитова обыграла  Кики Бертенс со счётом 7-6(6), 4-6, 6-3.
- Квитова выиграла 4-й одиночный титул в сезоне и 24-й за карьеру в туре ассоциации.
- Бертенс сыграла 2-й одиночный финал в сезоне и 7-й за карьеру в туре ассоциации.

### Мужчины. Парный турнир
Никола Мектич /  Александр Пейя обыграли  Боба Брайана /  Майка Брайана со счётом 5-3 — отказ.
- Мектич выиграл 2-й парный титул в сезоне и 4-й за карьеру в основном туре ассоциации.
- Пейя выиграл 2-й парный титул в сезоне и 17-й за карьеру в основном туре ассоциации.

### Женщины. Парный турнир
Елена Веснина /  Екатерина Макарова обыграли  Тимею Бабош /  Кристину Младенович со счётом 2-6, 6-4, [10-8].
- Веснина выиграла 1-й парный титул в сезоне и 19-й за карьеру в туре ассоциации.
- Макарова выиграла 1-й парный титул в сезоне и 13-й за карьеру в туре ассоциации.